# Anton Aberle
Anton Aberle (14 de noviembre de 1876, Möhringen-15 de agosto de 1953, Thusis) fue un arquitecto suizo-alemán.
Era hijo de un granjero, creció estudiando en la Bauhochschule Karlsruhe y en 1904 fundó el estudio de arquitectura de Robert Curjel und Karl Moser. Después de lograr la construcción de un hotel en Feldberg , en 1906 fue enviado a St. Gallen, donde los edificios comerciales de oficinas se construyeron bajo su dirección.
En 1909 comenzó su propio negocio. Además de varias casas comerciales y fábricas de bordados de St. Gallen, diseñó principalmente viviendas unifamiliares entre 1920 a 1921 en el Stahlskelettbau. Aberle construyó una villa en St. Gallen en 1930 y en 1933 construyó el primer puente de marco de acero en la ciudad. 